# Tjeerd Pasma
Tjeerd Pasma (24 juin 1904-28 décembre 1944) est un pentathlonien néerlandais. Il participe aux Jeux olympiques d'été de 1928 d'Amsterdam.